# قطار ليكابيتوس الجبلي المائل
قطار ليكابيتوس الجبلي المائل هو قطار جبلي مائل في أثينا عاصمة اليونان. أنشئته منظمة السياحة اليونانية في ستينيات القرن العشرين، وافتتح في 18 أبريل 1965. يتكون المسار من محطتين واحدة في شارع أريستيبو، والأُخرى على قمة تل ليكابيتوس. ويعمل به مقطورتين تتسع كل واحدة منهما ل34 راكب. المسار بأكمله داخل التل. وتستغرق الرحلة مدة 3 دقائق.